# Bloque BASIC

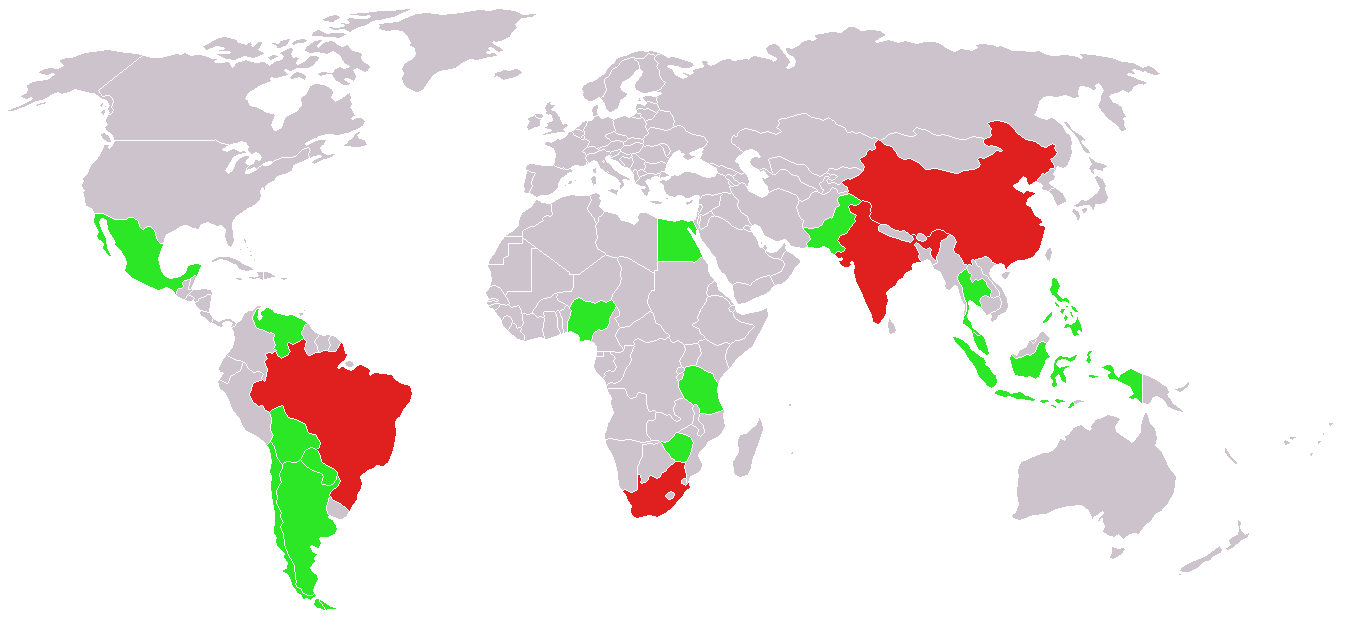
Países BASIC (rojo) y otras naciones en desarrollo del G20 (verde)

El bloque BASIC (también países BASIC o grupo BASIC) es un grupo de cuatro grandes países recientemente industrializados: Brasil, Sudáfrica, India y China, formados por un acuerdo el 28 de noviembre de 2009. Los cuatro se comprometieron a actuar conjuntamente en la cumbre climática de Copenhague, incluida una posible salida unida si las naciones desarrolladas no cumplían su posición mínima común. El grupo también presionó para que se mantuviera el principio de responsabilidades comunes pero diferenciadas que obligara a reducir emisiones de gases de efecto invernadero solamente a los países del Anexo 1 del Protocolo de Kioto.
Esta alianza geopolítica emergente, iniciada y dirigida por China, luego negoció el Acuerdo de Copenhague con Estados Unidos. Posteriormente, el grupo trabajó para definir una posición común sobre la reducción de emisiones y el dinero del financiamiento climático, y para tratar de convencer a otros países para que firmen el Acuerdo de Copenhague. Sin embargo, en enero de 2010, la agrupación describió el Acuerdo como un mero acuerdo político y no legalmente vinculante, como sostienen Estados Unidos y Europa.
Los cuatro países también dijeron que anunciarán sus planes para reducir las emisiones de gases de efecto invernadero antes del 31 de enero de 2010, según lo acordado en Copenhague. Además, la agrupación discutió la posibilidad de brindar ayuda financiera y técnica a las naciones más pobres del G77, y prometió detalles después de su reunión de Ciudad del Cabo en abril de 2010. Aparentemente, este movimiento tenía la intención de alentar a las naciones más ricas a aumentar el financiamiento climático para las medidas de mitigación y adaptación al cambio climático en las naciones más pobres.
En la reunión de abril de 2010 en Ciudad del Cabo, los ministros de medio ambiente de los cuatro países pidieron un acuerdo global jurídicamente vinculante sobre la acción cooperativa a largo plazo en el marco de la Convención Marco de las Naciones Unidas sobre el Cambio Climático (CMNUCC) y su Protocolo de Kioto. Uno de los reclamos de este grupo en la Conferencia de las Naciones Unidas sobre el Cambio Climático de 2009 (COP15) fue que no se debía permitir que el lento progreso legislativo en los Estados Unidos dictara el ritmo de los acuerdos globales sobre cambio climático. En declaraciones posteriores a la COP15, emitieron un comunicado que solicitaba a los países desarrollados que permitieran a los países en desarrollo "un espacio equitativo para el desarrollo", así como que les proporcionaran apoyo financiero, tecnológico y de creación de capacidad, sobre la base de su "responsabilidad histórica por el cambio climático", es decir, el principio de las responsabilidades comunes pero diferenciadas.